# Larvivora namiyei
Larvivora namiyei (соловейко окінавський) — вид горобцеподібних птахів родини мухоловкових (Muscicapidae). Ендемік Японії. Раніше вважався підвидом чорногорлого соловейка, однак був визнаний окремим видом.

## Опис
Довжина птаха становить 14 см. У самців верхня частина тіла темно-іржасто-руда, обличчя, горло і груди чорні, решта нижньої частини тіла сіра. У самиць верхня частина тіла більш тьмяна. Чорна пляма на нижній частині тіла у них відсутня, натомість вона переважно сіра, місцями легко поцяткована світлими плямками або смужками.

## Поширення і екологія
Окінавські соловейки мешкають на Окінаві та на сусідніх острівцях, зокрема на Керамських островах. Вони живуть в підліску субтропічних широколистяних лісів та в густих, вологих бамбукових заросстях, часто поблизу струмків. Зустрічаються поодинці або парами, на висоті від 100 до 600 м над рівнем моря. Живляться комахами та іншими дрібними безхребетними.

## Збереження
МСОП класифікує стан збереження цього виду як близький до загрозливого. За оцінками дослідників, популяція окінавських соловейків становить від 10 до 20 тисяч птахів. Їм загрожує хижацтво з боку інтродукованих хижих ссавців, зокрема малих індійських мангустів.